# Brechmoidion exicisifrons
Brechmoidion exicisifrons là một loài bọ cánh cứng trong họ Cerambycidae.